# هلام هوائي

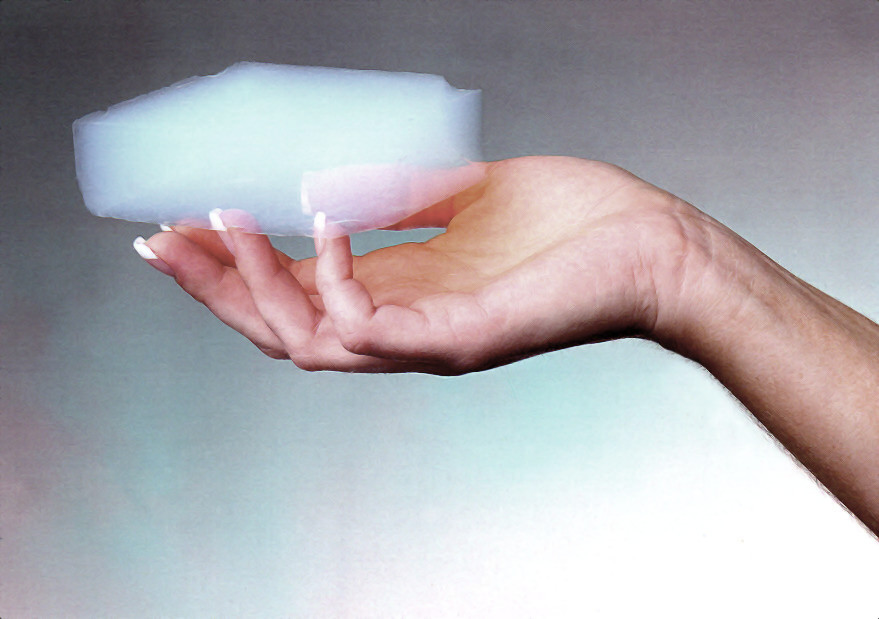
كتلة من إيروجل في اليد

الهلام الهوائي أو إيروجل (بالإنجليزية: Aerogel)‏ وهي مادة "هلامية"منخفضة "الكثافة" تم فيها استبدال المحتوى" السائل" للمادة "بالغاز". وكانت النتيجة نشوء مادة ذات كثافة منخفضة جدا ذات خواص متعددة، من أهم تلك الخصائص قدرتها الكبيرة على العزل الحراري. ويطلق عليها أيضا اسم الدخان المجمد , و الدخان السائل وذلك لطبيعتها الشبه شفافة، ولها ملمس يشبه" الرغوة "

## التاريخ
تم اكتشاف المادة لأول مرة عن طريق ستيفن كستلر عام 1931 ، بعد رهان مع تشارلز ليرند حول إمكانية استبدال المحتوى السائل في إناء من الفواكه المحفوظة، بالغاز دون حدوث انكماش. .

## الأنواع
وبالرغم من أن اسمها، ايروجيل فهي جامدة، وهي مادة جافة ولا تشبه الجيل في خصائصها الفيزيائية، والاسم يأتي من حقيقة أنها مستمدة من المواد الهلامية. الضغط بهدوء على ايروجيل عادة لا يترك أثرا، وعندما تضغط بقوة أكبر سوف يترك أثر الضغط ظاهرا. ويكفي الضغط بقوة كي يؤدي ذلك إلى انهيار كارثي في بنية المادة الهلامية، الأمر الذي يؤدي إلى تحطيمه مثل خاصية الزجاج المعروف باسم تفتيت وبالرغم من أن الأنواع الحديثة لاتعاني من تلك الظاهرة.[بحاجة لمصدر] بالرغم من الحقيقة القائلة إنه عرضة للتحطم، إنها قوية جدا هيكليا. الحاملة لها قدرات رائعة ويرجع ذلك إلى بنيتها الحاملة القوية ويعبر عنها بالهيكل الميكروي ذو التغصنات (معدنية) والذي فيه جزئيات كروية بحجم متوسط 2–5 نانومترا، حيث تنصهر معا في مجموعات.
هذه المجموعات تشكل بنية ثلاثية الأبعاد مساميته العالية من السلاسل الفركتلية تقريبا، مع مسام أقل بقليل من 100 نانومتر. فإن متوسط الحجم والكثافة المسامية يمكن السيطرة عليها أثناء عملية التصنيع.
ايروجيل هي عوازل حرارية جيدة لأنها تقوم بإلغاء ثلاث من النواقل الحرارية (تيارات الحمل، التوصيل، و الإشعاع).
تلك العوازل موصلة سيئة لأنها تتألف بشكل كامل تقريبا من الغاز، والغازات هي موصلات سيئة للحرارة.
- الايروجيل السيليكا جيد خاصة بسبب السيليكا التي هي أيضا موصل سيئ للحرارة.والايروجيل المعدني، من ناحية أخرى، سيكون أقل فعالية. وهما مثبطات جيدة للحمل الحراري لأن الهواء لا يمكن تعميمها من خلال القنوات الشعرية. ايروجيل الكربون هو عازل إشعاعي جيد بسبب أن الكربون يمتص الإشعاعات تحت الحمراء التي تساعد على التوصيل الحراري عند درجات الحرارة الاعتيادية.

وبسبب طبيعته الاسترطابيية، فإن ايروجيل يبدو جافا ويعد مادة مجففة قوية. وينبغي للأشخاص الذين يتعاملون مع هذه المادة لفترات طويلة ارتداء القفازات لمنع ظهور بقع جافة هشة على الجلد.

### إيروجل السيليكا
إيروجل السيليكا هي أكثر الأنواع الشائعة من الهلام الهوائي وأكثرها دراسة واستخدما. وهي مادة تعتمد في أساسها على السيليكا وتحضر من هلام السيليكا. وفي 18 نوفمبر 2011، أعلنت كأخف مادة في العالم، حيث تبلغ كثافتها 0.9 مليغرام لكل سنتيمتر مكعب.

## الإستعمالات
- على النطاق التجاري يستخدم الإيروجل كمادة عازلة للنوافذ.
- الأيروجيل السيليكا الشفاف يكون مناسبا جدا كمادة عازلة حرارية للنوافذ، وتحد من الخسائر بشكل كبير للحرارة في المباني. وبعد عدة جولات في Vomit Comet، قد أظهرت إحدى البحوث  الفريق أن إنتاج ايروجيل في بيئة إنعدام الوزن يمكن أن تنتج جزيئات بحجم أكثر اتساقا وتحد من تأثير Rayleigh scattering في ايروجيل السيليكا، مما يجعل الأيروجيل أقل زرقة وأكثر شفافية.
- مساحة سطحها المرتفع تؤدي إلى العديد من التطبيقات، مثل امتصاص المواد الكيميائية لتنظيف الانسكابات وهذه الميزة تعطي أيضا امكانية كبيرة لتكون حافزا أو عاملا محفز.
- جزيئات الأيروجيل تستخدم أيضا كعامل مادة مثخنة في بعض الدهانات ومستحضرات التجميل .
- ويجري حاليا اختبار الأيروجيل للاستخدام في أهداف مرافق الإشعال اليدوية.
- ويمكن زيادة أداء الأيروجيل لتطبيقات معينة عن طريق إضافة الشوائب، لتعزيز الهياكل وتخليق المركبات الهجين. وباستخدام هذا النهج، فسوف تتسع التطبيقات لتلك الفئة من المواد زيادة كبيرة.
- وقد بدأ الإنتاج التجاري من 'بطانيات' الأيروجيل في حوالي العام 2000. بطانيات الأيروجيل هي مواد مركبة من ايروجيل السيليكا وتعزز بمادة ليفية التي تحول الأيروجيل الهش في المادة، إلى مادة دائمة المرونة. قد تكون لها خواص ميكانيكية وحرارية متنوعة للمنتج بناء على اختيار الألياف المعززة، إن مصفوفة ايروجيل، والمواد المضافة المدرجة في المركب.
- مركب ناسا يستخدم الأيروجيل لإصطياد جزيئات الغبار الفضائى خارج على متن المركبة الفضائية ستاردست. الجسيمات تتبخر على إثر إصطدامها مع المواد الصلبة وتمر خلال الغازات، ولكن يمكن محاصرتها وإصطيادها في الأيروجيل. ناسا تستخدم أيضا الايروجيل في العزل الحراري في مركبة المريخ مارس روفر والسترات الفضائية

.
- البحرية الأمريكية تجري تقييما لملابس داخلية من الأيروجيل للحفاظ على حرارة أجسام الغواصين.[7]
- وتستخدم أيضا الأيروجيل في فيزياء الجسيمات كمشعات في كواشف تأثير شيرينكوف والذي يسمى بنظام لجنة التنسيق الإدارية في غى نظام للكشف عن بيل، المستخدمة في تجربة بيل في KEKB (معجل)، هو مثال آخر لهذا الاستعمال.

يتم تحديد مدى ملاءمة الأيروجيل بتدني مؤشر الانكسار، وملء الفجوة بين الغازات والسوائل، والشفافية، والحالة الصلبة، مما يجعلها أسهل استخداما من السوائل المبردة أو الغازات المضغوطة. كتلتها المنخفضة أيضا من الأشياءالمفيد للبعثات الفضائية.
- أيروجيل الفورمالديهايد وريسورسينول (البوليمرات المتماثلة كيميائيا لراتنجات الفينول فورمالدهايد) تستخدم في الغالب كمقدمات أو مؤشرات لتصنيع أيروچيل الكربون، أو عندما يكون عازل عضوي ذو سطح متسع مرغوبا. حيث أنها تأتي كمادة عالية الكثافة، بمساحة السطح تساوي تقريبا600 م²/جرام.
- يمكن إعداد المركبات النانوية للأيروجيل المعدني بواسطة تشريب الهيدروجيل مع محلول يحتوي على ايونات من المعادن النبيلة المناسبة أ و المعادن الانتقالية يتم حينئذ تطبيق أشعة غاما فوق الهيدروجيل المشرب، مما يؤدي إلى ترسب الجسيمات النانوية من المعدن. حيث يمكن استخدام هذه المركبات النانوية على سبيل المثال كعوامل محفزة، وأجهزة الاستشعار، وكدروع كهرومغناطيسية، والتخلص من النفايات. والاستخدام المحتمل لمحفزات البلاتين على اساس الكربون في خلايا الوقود .
- ويمكن استخدام الأيروجيل كنظام التسليم للأدوية نظرا للتوافق الحيوى. بسبب مساحتها العالية وبنيتها المسامية، يمكن امتصاص العقاقير من CO2 فوق الحرج. ويمكن تكييف معدل إفراز العقاقير استنادا إلى خصائص الأيروجيل.[8][9]
- الأيروجيل الكربوني يستعمل في تشييد طبقة صغيرة مزدوجة الكهروكيميائية من المكثفات الفائقة. نظرا لمساحة الأيروجيل الكبيرة فيمكن لهذه المكثفات أن تكون من 2000 حتي 5000 مرة أصغر من التصنيف المماثل للمكثفات الكهربائية.[10] ويمكن لمكثفات الأيروجيل الفائقة حيث أن لها مقاومة منخفضة جدا بالمقارنة مع المكثفات الفائقة الطبيعية ويمكن أن تمتص أو تنتج تيارات ذروة عالية جدا.
- شركة دنلوب أدرجت مؤخرا الأيروجيل في قالب من سلسلة جديدة من مضارب التنس، وقد استخدمت سابقا في الاسكواش والراكيت.[11]
- شالكوجيل أظهر تقدما في امتصاص الملوثات المعدنية من أمثال الزئبق والرصاص والكادميوم من الماء .[12]
- يستخدم الأيروجيل لإدخال اضطراب في الهيليوم الفائق؛ هيليوم-3.

.

## الإنتاج
تعتبر عمليات الاستخراج السريعة الفوق حرجة من أهم العمليات لإنتاج الهلام الهوائي (الأيروجيل، كعملية (التجفيف فوق الحرج) عن طريق زيادة درجة حرارة وضغط المائع للحصول على مائع في حالة فوق حرجة ثم بخفض الضغط، يتم بشكل آني (فوري) بتحويل السائل المكون للبنية الهلامية إلى الحالة الغازية ومن ثمة استخراجه بشكل فوري من الهلام الهوائي (الأيروجيل) لضمان عدم انهيار هيكل الشبكة الثلاثية الأبعاد الهشة المكونة لحجم الهلام (الجيل)، بينما يمكن القيام بعملية التجفيف الحرج مع (الإيثانول) –السائل المكون للهلام مع المادة الصلبة- عند ضغط ودرجة حرارة عالية، قد تؤدي هذه العلملية إلى ظروف تصنيع خطيرة، تعتبر طريقة (تبادل المذيبات) أكثر أمنا عند ضغوط ودرجات حرارة أقل منها في عملية (التجفيف فوق الحرج) وذلك عن طريق استبادل الإيثانول بسائل (الأسيتون) والوصول إلى أفضل امتزاج تدريجي للهلام ومن ثم إضافته إلى ثاني أكسيد الكربون المسال ثم رفع ثاني أكسيد الكربون إلى الحالة (فوق الحرجة)، كما تعتبر عمليه (الحقن المباشر فوق الحرج) كبديل أفضل من (التجفيف فوق الحرج) بحيث يتم حقن ثاني أكسيد الكربون (فوق الحرج) في وعاء ضغط يحتوي على الهلام، تنتهي العملية بازاحة السائل المكون للهلام وإزالته بالكامل واستبداله بالغاز دون السماح لهيكل الهلام بالانهيار أو فقدان الحجم.